# The House I Live In
The House I Live In è un cortometraggio del 1945 diretto da Mervyn LeRoy, che tuttavia non è accreditato, e interpretato da Frank Sinatra.
Il filmato esalta gli ideali di tolleranza dell'American way of life, dove persone di diverse religioni e diverse etnie convivono e si rispettano fianco a fianco, contrastandolo con il razzismo e l'antisemitismo del nazismo.
Al centro del cortometraggio è la canzone "The House I Live In", che dà il titolo al film. La canzone originariamente faceva parte del musical "Let Freedom Sing", che debuttò a Broadway il 5 ottobre 1942, interpretata da Mordechai Bauman. La musica era di Earl Robinson su liriche di Abel Meeropol, due tra gli autori più politicamente impegnati di Broadway. Grazie all'interpretazione di Sinatra, la canzone divenne popolarissima. Per quanto il messaggio contro l'antisemitismo risultasse pienamente centrato, Meeropol si lamentò tuttavia che nel film non comparisse la seconda strofa che esplicitamente estendeva il messaggio antirazzista ad includere anche gli afro-americani.
Accanto a Sinatra, recita un gruppo di attori bambini, tutti volti noti nei film americani dell'epoca, tra i quali si riconoscono Teddy Infuhr, Harry McKim, Ronnie Ralph e Merrill Rodin.

## Trama
Sinatra, che nel film interpreta se stesso, è impegnato nel registrare una canzone. In un momento di pausa vede per strada un gruppo di ragazzini che prendono in giro uno di loro perché ebreo. Il cantante interviene ricordando loro che al contrario della Germania nazista l'America è una grande democrazia perché la diversità religiosa ed etnica è accolta e accettata. Lui stesso è di origine italiana, ma questo non conta, perché l'America è la casa comune di persone di religione ed etnia diversa. È per questo che i loro padri combattono assieme in guerra. Per far comprendere loro meglio la lezione canta loro la canzone che dà il titolo al film. I ragazzi mostrano di aver capito il messaggio e riprendono assieme la strada da amici.